# Masiphya
Masiphya – rodzaj muchówek z rodziny rączycowatych (Tachinidae).

## Wybrane gatunki
- M. brasiliana Brauer & von Bergenstamm, 1891[1]
- M. confusa Aldrich, 1925[1]
- M. cunina (Reinhard, 1961)[1]
- M. floridana (Townsend, 1912)[1]
- M. irrisor (Reinhard, 1962)[1]
- M. townsendi Aldrich, 1925[1]